# Enth E Nd / Frgt/10
"Enth E Nd / Frgt/10" (Phát âm thành In the end / Forgotten) là đĩa đơn thứ 2 từ album Reanimation của ban nhạc nu metal Linkin Park. Nó có những bản phối lại các bài của Linkin Park: "In the End" và "Forgotten". "Enth E Nd" được phối lại bởi KutMasta Kurt và Motion Man, còn "Frgt/10" được phối lại bởi Chali 2na và The Alchemist. Nó được phát hành vào tháng 7 năm 2002.

## Danh sách bài hát đĩa CD đơn
1. "Enth E Nd" (4:01)
2. "Enth E Nd" (Nhạc) (4:01)
3. "Frgt/10" (3:38)
4. "Frgt/10" (Nhạc) (3:38)

## Video nhạc
Enth E Nd
Video bắt đầu với cảnh Kutmasta Kurt chạy bài hát và đẩy đĩa, sau đó Motion Man bắt đầu nói. Rồi Mike Shinoda đọc rap và cứ thế. Ba người này thực hiện bài hát ở ghế sau của xe hơi với một cái máy quay cầm tay. Không có thành viên Linkin Park nào khác trong video này.
Frgt/10
Video bắt đầu với từ "Chali", cùng lúc hiện ra một phụ nữ trong phòng ngủ. Sau đó xuất hiện một người mặc bộ đồ màu xanh lục, đeo mặt nạ hơi và một thùng sơn với vòi phun gắn trên đốt ngón tay. Nhân vật này đi xung quanh một thành phố tàn tạ, vẽ lên tường ký tự 'LP' (biểu tượng ban đầu của Linkin Park). Người đó vẽ ở đâu, lá cây và thực vật nói chung mọc lên(Đây là một mô-tip tương đồng với một video khác của ban nhạc: "In The End", trong đó cỏ mọc lên ở chỗ mà Mike Shinoda vừa đi qua). Những người có trách nhiệm cố gắng truy đuổi người vẽ, đến khi người đó phóng từ mái nhà này sang mái nhà khác. Thùng sơn rơi ra khỏi người đó và nứt vỡ. Trong khi những người có trách nhiệm kiểm tra thùng sơn, người đó leo lên phòng ngủ của mình, gỡ mặt nạ ra, để lộ đó là người phụ nữ đã nhìn thấy trước tiên, và cô ta sau đó đi ngủ. Toàn bộ video đều là hình động máy tính, ngoại trừ đoạn mở đầu và đoạn cuối.
Người phụ nữ trên có mặt xuyên suốt trong các video nhạc Reanimation.

## Xếp hạng
| Bảng xếp hạng (2002)     | Vị trí cao nhất |
| ------------------------ | --------------- |
| Bảng xếp hạng Đĩa đơn Úc | 32              |

## Lượm lặt
- Lời bài hát này phần lớn lấy từ bài "Rhinestone", bản demo gốc của "Forgotten" từ trước khi có Hybrid Theory. "Rhinestone" là một bài từ cuốn băng đầu tiên của Linkin Park có tên Xero.